# Moviment per l'Autodeterminació de la Cabília
El Moviment per l'Autodeterminació de la Cabília (MAK; en cabilenc: Amussu i ufraniman n tmurt n iqbayliyen) és un moviment polític que lluita per organitzar un referèndum d'independència a la Cabília.

## Història
Va néixer arran de les protestes de la població contra el règim algerià i per la justícia social durant les revoltes de la Primavera Negra del 2001.
El 2013, el MAK va formar a París un govern provisional de la Cabília (GPK) a l'exili, amb Ferhat Mehenni, arrestat diverses vegades a Algèria, com a president.
Ass n tlelli («El dia de la llibertat») és la cançó proposada pel MAK com a himne nacional per al país.
SIWEL és la primera agència de notícies de la Cabília, creada per a donar visibilitat internacional a les tesis d'autodeterminació, lluitar contra la desinformació orquestrada pels opositors i informar el poble cabilenc.
El govern del Marroc dona suport d'una manera més o menys oficial als propòsits del MAK a canvi del suport de Ferhat Mehenni al Marroc en el conflicte del Sàhara Occidental. Mehenni va assenyalar que «gràcies al Marroc, el Moviment de Països No-alineats ha pres nota de la legitimitat de la Cabília per a decidir sobiranament el seu futur, fet que constitueix un pas notable en la lluita pacífica dels cabilencs en el camí cap a la nostra independència i el primer pas cap a la formació d'un estat amazic».